# Pastille (pharmacie galénique)
Pour les articles homonymes, voir Pastille.

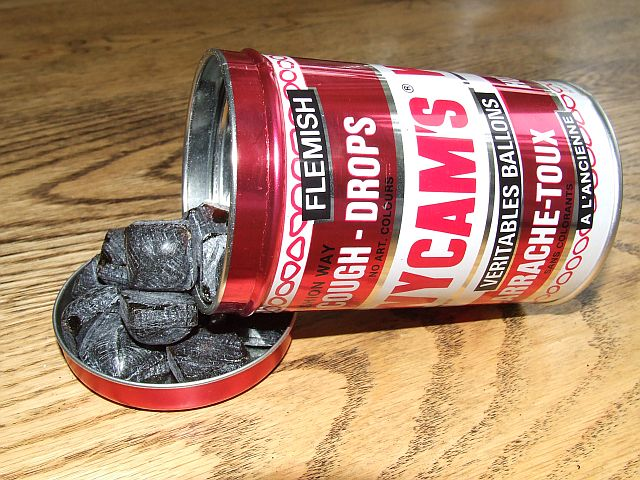
Des pastilles pour la toux.

En pharmacie galénique et selon la Pharmacopée européenne, une pastille est une forme galénique solide dure utilisée pour l’administration d’au moins un principe actif de médicament par voie buccale.
Elle est souvent d’une forme cylindrique ou d'une forme ronde aplatie.
Selon la pharmacopée européenne, les pastilles sont destinées à être sucées et à se dissoudre ou à se désagréger lentement dans la bouche, afin d'exercer généralement une action locale dans la cavité buccale et la gorge. 
Les pastilles sont constituées d’au moins un principe actif et contiennent généralement une forte proportion de saccharose, des agglomérants et des aromatisants[réf. incomplète]. 
Pour fabriquer une pastille, une pâte contenant les ingrédients est préparée à chaud puis introduite dans un moule qui lui donne sa forme finale.

## Référence
1. ↑  Olivier Allo, Pascale Blanc, Marie-Ange Dalmasso, Pharmacie galénique BP, 2e édition, 2005.